# Pilade Bronzetti
Pilade Bronzetti (Mantova, 23 novembre 1832 – Castel Morrone, 1º ottobre 1860) è stato un patriota italiano.

## Biografia

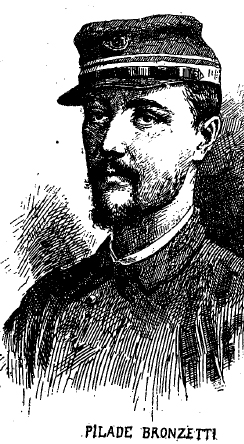
ritratto di Pilade Bronzetti

Nacque a Mantova, allora territorio del Regno Lombardo-Veneto, vice regno austriaco, figlio di Domenico Bronzetti (Roverè della Luna, 24 febbraio 1786 - Genova, 8 marzo 1876) e Caterina Strasser (Bronzoll, 25 novembre 1795 - Genova 20 febbraio 1867). Era più giovane del fratello Narciso Bronzetti, anch'egli garibaldino, morto a Brescia il 17 giugno 1859 per i postumi di una ferita subita nella battaglia di Treponti. Fin da giovanissimo subì tutto il fascino delle idee liberali che reclamavano l'unità d'Italia e ne divenne zelante propugnatore e fervente patriota. Nel 1848, dopo la rivolta di Milano, a soli 16 anni d'età, abbandonò gli studi e si arruolò nella famosa Legione Mantovana, dove ebbe per compagni personaggi quali Nino Bixio, Goffredo Mameli, Luciano Manara, Gabriele Camozzi e altri. Fu protagonista di tutti gli eventi risorgimentali dell'alta Italia e nella battaglia di Varese del 25 maggio 1848, si meritò la sua prima medaglia d'argento al valor militare e la conoscenza personale di Enrico Cosenz, allora ancora colonnello, che, da quel momento lo volle sempre al suo fianco amandolo come un figlio.

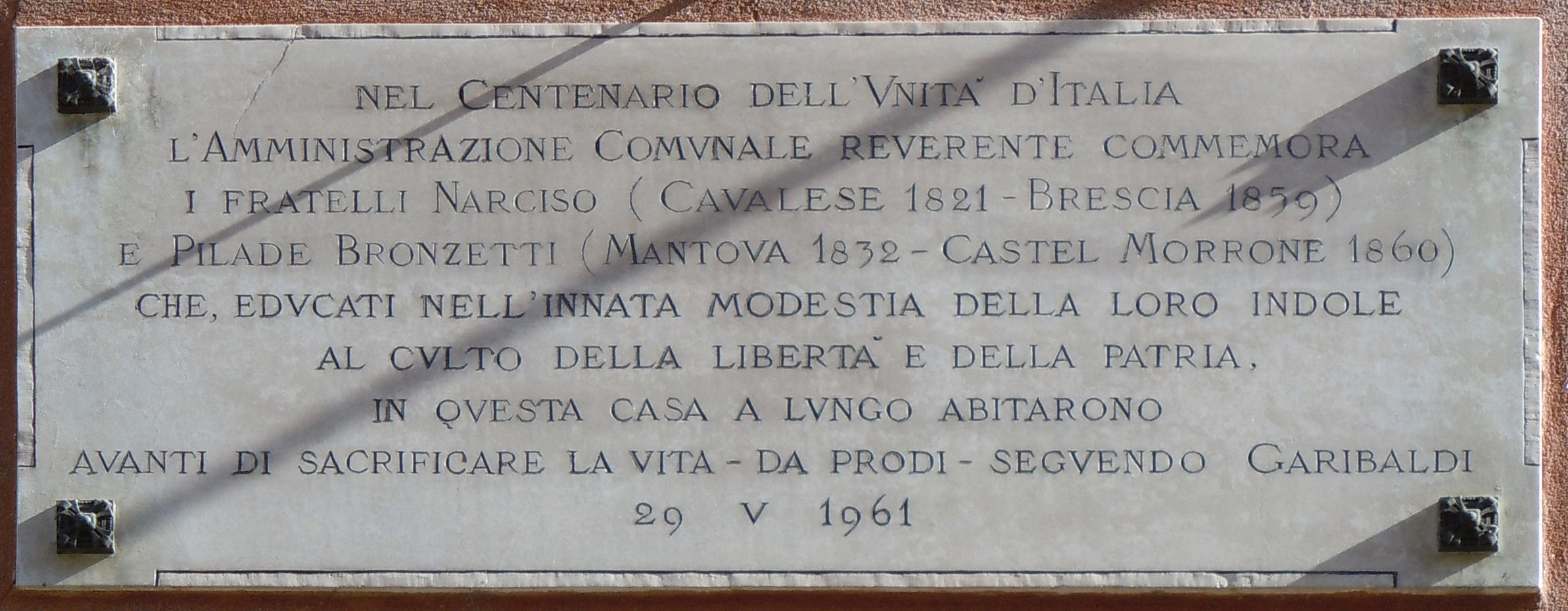
Mantova, lapide commemorativa

Fu presente con eroico comportamento, anche nella breve epopea della Repubblica Romana. Fu esule in Liguria per sfuggire ad un mandato di cattura per la sua foga rivoluzionaria, dopo aver patito oltre sei mesi di carcere nella fortezza di Alessandria per connivenza nella sommossa di Massa Carrara. Nel 1859 con lo scoppio della seconda guerra d'indipendenza italiana si arruolò come tenente nei Cacciatori delle Alpi di Garibaldi accanto al fratello Narciso, che venne ferito mortalmente nella battaglia di Treponti, partecipando valorosamente a tutta la campagna e alla riconsegna della Rocca d'Anfo del 29 gennaio 1860 da parte della guarnigione austriaca.

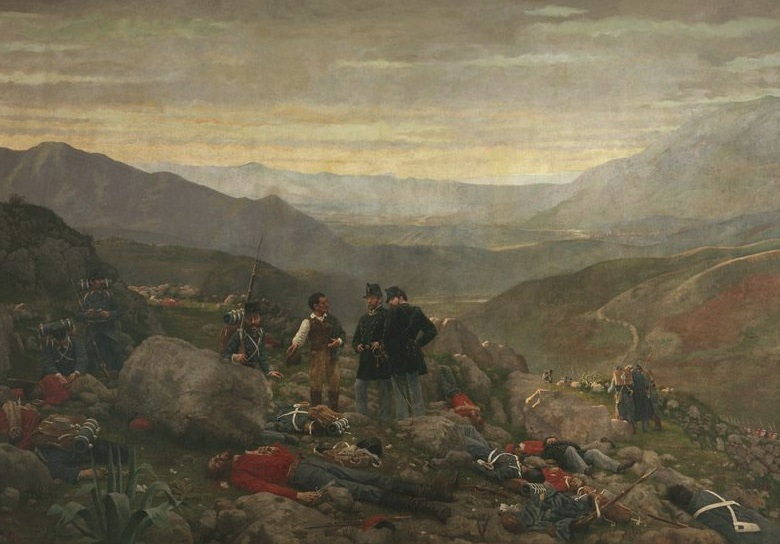
La morte di Pilade Bronzetti a Castel Morrone, Luigi Toro, 1885.

Nel 1860 non fu tra i Mille di Garibaldi che sbarcarono a Marsala, ma solo perché Cosenz, ormai generale, lo volle con sé come capitano nella seconda spedizione che stava preparando. Combatté da eroe nella battaglia di Milazzo dove lo stesso Cosenz si congratulò abbracciandolo e promettendogli promozione e medaglia. Si distinse anche in modo particolare per un'azione piratesca nel catturare, con alcuni compagni, due vapori borbonici nel porto di Messina non ancora liberata. Per queste azioni e per altro ebbe promozione e medaglia. La prima alla vigilia della morte e la seconda alla memoria anche per il comportamento tenuto a Castel Morrone dove morì combattendo il 1º ottobre 1860. Le sue spoglie mortali vennero custodite per 40 anni da Matteo Renato Imbriani nella sua casa, per poi essere consegnate il 27 settembre 1921 alla città di Trento.
L'episodio della sua morte verrà riprodotto nel 1885 dal pittore casertano Luigi Toro, anch'egli partecipante alla battaglia del Volturno, in una grande tela ad olio (sei metri per quattro) denominata La morte di Pilade Bronzetti a Castel Morrone, originariamente destinata alla Reggia di Caserta, poi divenuta proprietà del Banco di Napoli, confluito successivamente in Intesa Sanpaolo. Il 29 settembre 2017 la banca ha deciso di concedere il dipinto in comodato gratuito alla Reggia di Caserta, dove attualmente si trova esposto negli ex ambienti Scuola Specialisti dell’Aeronautica Militare affidati alla Reggia nel 2016.
Anche lo zio paterno, Carlo Giuseppe Bronzetti, era militare, prima austriaco poi bavarese, come il cugino Ignaz Heinrich Bronzetti, che è stato generale nell´esercito bavarese.

## Onorificenze

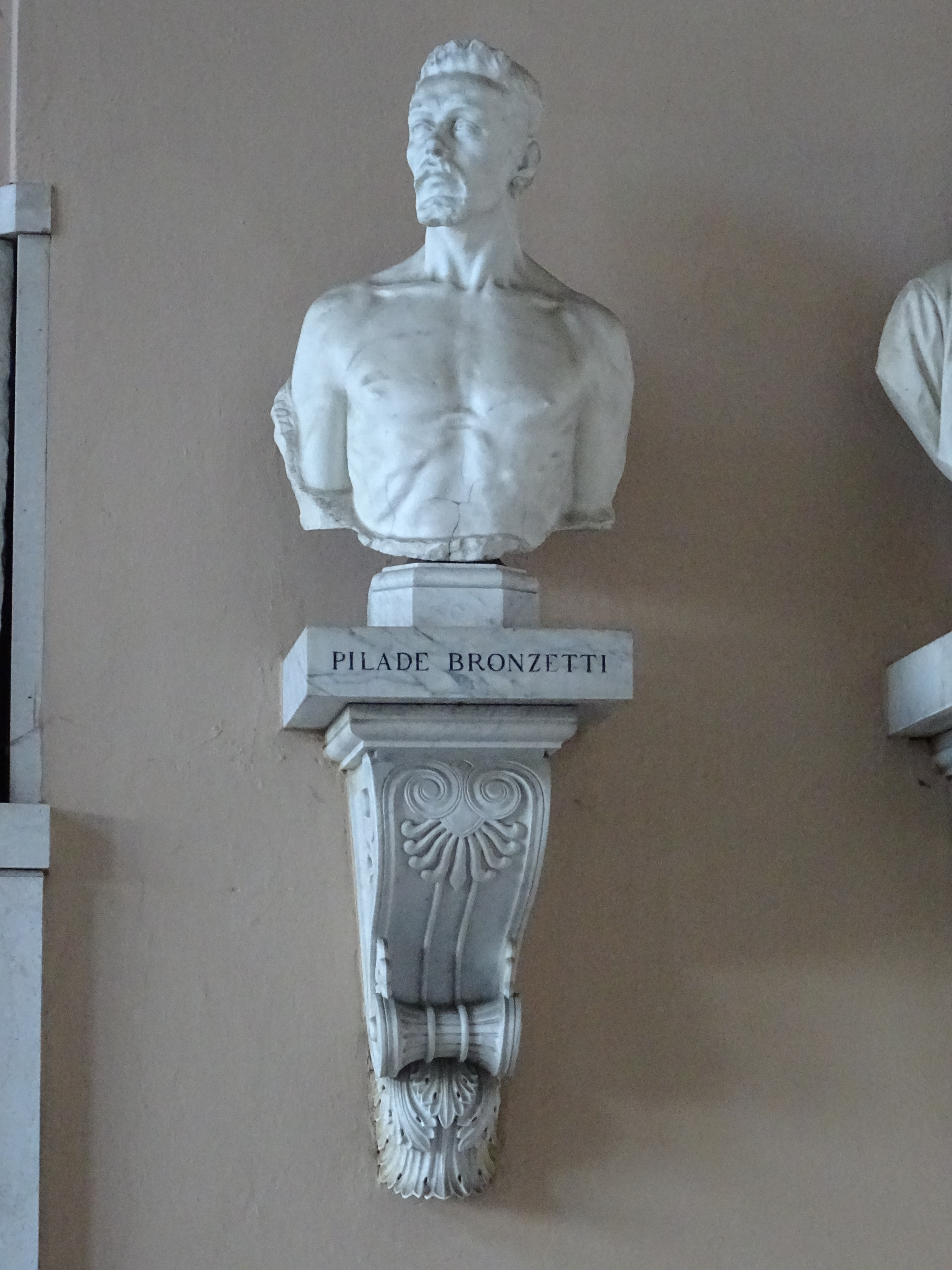
Busto di Pilade Bronzetti nel famedio del cimitero monumentale di Trento

Nel 1916 un cacciatorpediniere della Regia Marina prese il nome Pilade Bronzetti.
Ci sono circa 35 strade e piazze in Italia che sono intitolate ai Fratelli Bronzetti e anche una nelle Filippine.